# Planetella arenariae
Planetella arenariae är en tvåvingeart som först beskrevs av Ewald Rübsaamen 1899.  Planetella arenariae ingår i släktet Planetella och familjen gallmyggor. Inga underarter finns listade i Catalogue of Life.